# Montellà (Noedes)
Montellà (Montailla, oficialment en francès), és un antic nucli de població de la comuna nord-catalana de Noedes, a la comarca del Conflent.
És a 1.229 metres d'altitud, a la capçalera de la Ribera de Noedes. En la seva rodalia es formà la morrena glacial del mateix nom. Montellà és el lloc d'entrada a la Reserva Natural de Noedes, i de pas per a diverses excursions a la Serra de Madres, com al proper Estany del Clot o al més apartat Gorg Estelat.
Hom ha vinculat el lloc amb el topònim Montejam esmentat en un pergamí de l'any 1151, que recollia els censos als quals tenia dret el comte de Barcelona. Es documenta que, l'any 1354, Arnau Bernat de Fullà (fill de Jausbert de Fullà, el sepulcre del qual es conserva a Sant Joan de Fullà) tenia en feu reial els censos de Montellà, Noedes i Orbanyà, que romanien a la família ja des de l'època del seu besavi, Ramon de Fullà. En l'actualitat (2016), al lloc només hi resta una edificació i algunes ruïnes.